# Styloleptus rhizophorae
Styloleptus rhizophorae es una especie de escarabajo longicornio del género Styloleptus, tribu Acanthocinini, subfamilia Lamiinae. Fue descrita científicamente por Chemsak y Feller en 1988.

## Descripción
Mide 5,5-6 milímetros de longitud.

## Distribución
Se distribuye por Belice.